# دون بوروز
دون بوروز (بالإنجليزية: Don Burroughs) هو لاعب كرة قدم أمريكية أمريكي، ولد في 19 أغسطس 1931 في فيلموري في الولايات المتحدة، وتوفي في 20 أكتوبر 2006 في فينتورا في الولايات المتحدة بسبب سرطان.

## وصلات خارجية
- دون بوروز على موقع مرجع كرة القدم المحترفة.كوم (الإنجليزية)